# العلاقات العراقية الكندية
العلاقات العراقية الكندية هي العلاقات الثنائية التي تجمع بين العراق وكندا.

## مقارنة بين البلدين
هذه مقارنة عامة ومرجعية للدولتين:
| وجه المقارنة                                              | العراق                       | كندا                     |
| --------------------------------------------------------- | ---------------------------- | ------------------------ |
| المساحة (كم2)                                             | 437.07 ألف                   | 9.98 مليون               |
| عدد السكان (نسمة)                                         | 38.27 مليون                  | 35.70 مليون              |
| الكثافة السكانية (ن./كم²)                                 | 87.56                        | 3.58                     |
| العاصمة                                                   | بغداد                        | أوتاوا                   |
| اللغة الرسمية                                             | اللغة العربية، اللغة الكردية | لغة إنجليزية، لغة فرنسية |
| العملة                                                    | دينار عراقي                  | دولار كندي               |
| الناتج المحلي الإجمالي (بليون دولار)                      | 197.72 مليار                 | 1.65 تريليون             |
| الناتج المحلي الإجمالي (تعادل القوة الشرائية) بليون دولار | 560.73 مليار                 | 1.59 تريليون             |
| الناتج المحلي الإجمالي الاسمي للفرد دولار أمريكي          | 4.94 ألف                     | 43.25 ألف                |
| الناتج المحلي الإجمالي للفرد دولار أمريكي                 | 15.06 ألف                    | 45.07 ألف                |
| مؤشر التنمية البشرية                                      | 0.654                        | 0.913                    |
| رمز المكالمات الدولي                                      | +964                         | +1                       |
| رمز الإنترنت                                              | .iq                          | .ca                      |
| المنطقة الزمنية                                           | ت ع م+03:00، ت ع م+04:00     |                          |

## منظمات دولية مشتركة
يشترك البلدان في عضوية مجموعة من المنظمات الدولية، منها:
| علم المنظمة | اسم المنظمة                        | تاريخ انضمام العراق | تاريخ انضمام كندا |
| ----------- | ---------------------------------- | ------------------- | ----------------- |
|             | مؤسسة التنمية الدولية              | 29 ديسمبر 1960      | 24 سبتمبر 1960    |
|             | مؤسسة التمويل الدولية              | 27 ديسمبر 1956      | 20 يوليو 1956     |
|             | منظمة حظر الأسلحة الكيميائية       | ?                   | ?                 |
|             | الأمم المتحدة                      | 21 ديسمبر 1945      | 9 نوفمبر 1945     |
|             | الاتحاد الدولي للاتصالات           | 12 نوفمبر 1928      | 1 يوليو 1908      |
|             | منظمة الشرطة الجنائية الدولية      | ?                   | ?                 |
|             | البنك الدولي للإنشاء والتعمير      | 27 ديسمبر 1945      | 27 ديسمبر 1945    |
|             | الاتحاد البريدي العالمي            | ?                   | ?                 |
|             | وكالة ضمان الاستثمار متعدد الأطراف | 6 أكتوبر 2008       | 12 أبريل 1988     |
|             | يونسكو                             | 21 أكتوبر 1948      | 4 نوفمبر 1946     |

## أعلام
هذه قائمة لبعض الشخصيات التي تربطها علاقات بالبلدين:
- أبو عبد الرحمن العراقي ( – 7 يونيو 2006)
- أنيتا سركيسيان (15 أغسطس 1983 – )
- أنيسة مهدي (القرن العشرين – )
- براين جورج (ممثل بريطاني، 1 يوليو 1952[19] – )
- حيدر الشيباني (لاعب كرة قدم كندي، 31 مارس 1984[20] – )
- رندا مرقس (10 أغسطس 1985 – )
- فرح نوش (القرن العشرين – )
- مؤيد نور الدين (مُعتَقل سابق وناشط حقوقي عراقي)
- نعيم قطان (كاتب كندي، 26 أغسطس 1928 – )
- هرمز أبونا (مؤرخ عراقي، أبريل 1940 – 19 أبريل 2009)
- وليد السلام (رياضياتي عراقي، 15 يوليو 1926 – 14 أبريل 1996)

## وصلات خارجية
- موقع وزارة الخارجية العراقية
- موقع وزارة الخارجية الكندية